# Pelly River
Pelly River är ett vattendrag i Kanada.   Det ligger i territoriet Yukon, i den västra delen av landet, 4 200 km väster om huvudstaden Ottawa.
Trakten runt Pelly River är nära nog obefolkad, med mindre än två invånare per kvadratkilometer.